# Merenius concolor
Merenius concolor is een spinnensoort uit de familie van de loopspinnen (Corinnidae).
De wetenschappelijke naam van de soort werd in 1947 gepubliceerd door Lodovico di Caporiacco.